# Mirak (foguete)
Mirak (abreviação do termo alemão: Minimumsrakete ou Foguete Mínimo), foi a designação do primeiro foguete funcional, movido a combustível líquido, construído pelos membros da Verein für Raumschiffahrt (VfR) em 1930.  
No início da década de 1930, o grupo de técnicos da VfR foi patrocinado pela Heereswaffenamt, que já visualizava o uso de foguetes como armas alternativas as restrições impostas pelo Tratado de Versalhes.
O Mirak pesava 20 kg no lançamento, com comprimento de 3,5 m e diâmetro de 10 cm. Foi lançado cerca de cem vezes entre 1930 e 1932.

## Imagens
- Um foguete Mirak II